# Psilocerea kenricki
Psilocerea kenricki är en fjärilsart som beskrevs av Louis Beethoven Prout 1925. Psilocerea kenricki ingår i släktet Psilocerea och familjen mätare. Inga underarter finns listade.